# Ниномия
Ниномия (яп. 二宮町 Ниномия-мати) — посёлок в Японии, находящийся в уезде Нака префектуры Канагава. Площадь посёлка составляет 9,08 км², население — 28 808 человек (1 августа 2014), плотность населения — 3172,69 чел./км².

## Географическое положение
Посёлок расположен на острове Хонсю в префектуре Канагава региона Канто. С ним граничат города Одавара, Хирацука и посёлки Оисо, Накаи.

## Население
Население посёлка составляет 28 808 человек (1 августа 2014), а плотность — 3172,69 чел./км². Изменение численности населения с 1980 по 2005 годы:
| 1980 | 27 221 чел. |  |
| 1985 | 28 936 чел. |  |
| 1990 | 29 415 чел. |  |
| 1995 | 30 576 чел. |  |
| 2000 | 30 802 чел. |  |
| 2005 | 30 247 чел. |  |

## Символика
Деревом посёлка считается камелия, цветком — канна.